# Me (mitología)

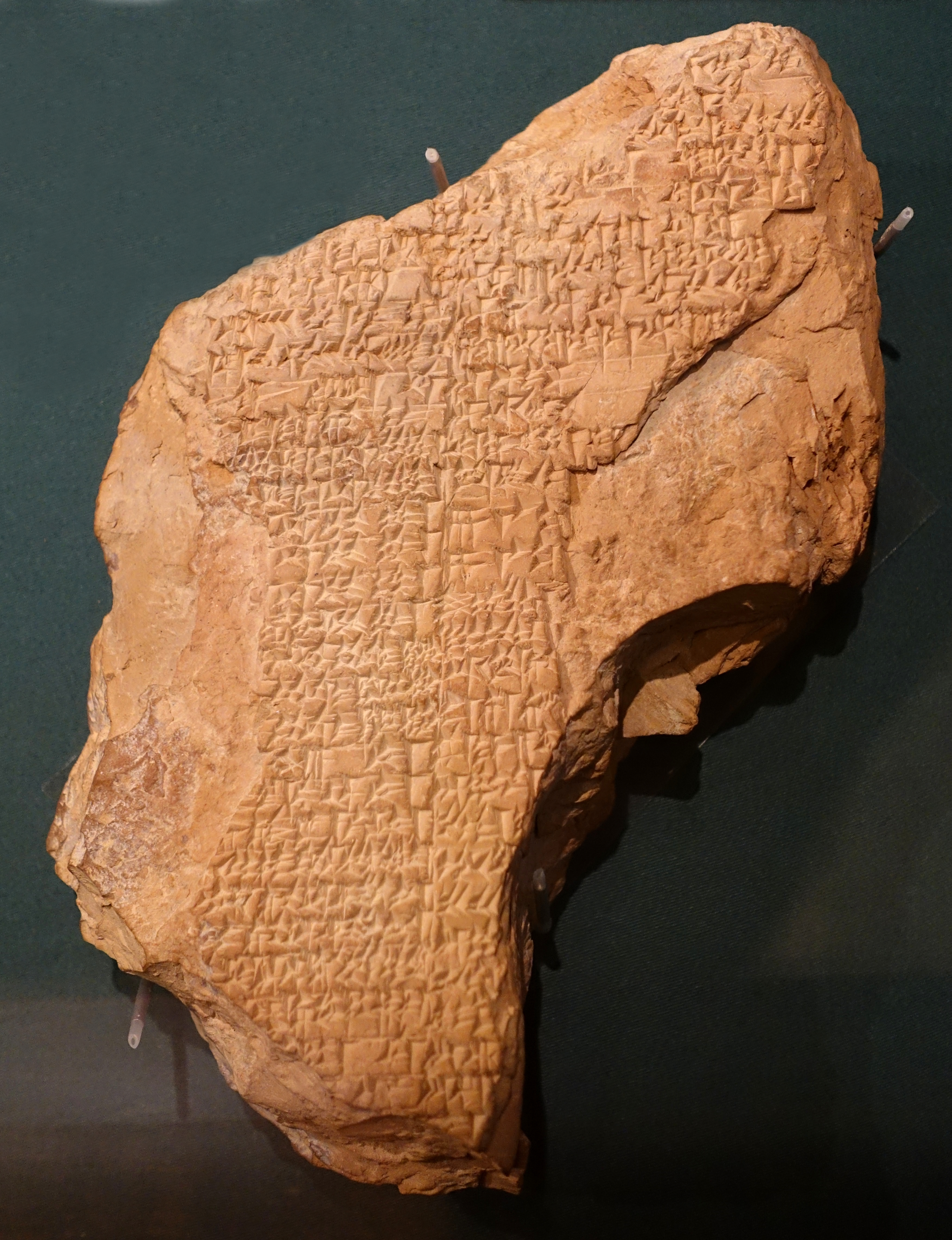
Exposición en el Museo del Instituto Oriental, Universidad de Chicago, Chicago, Illinois, EE. UU. Esta obra es lo suficientemente antigua como para pertenecer al dominio público. Se permitía la fotografía en el museo sin restricciones.

En la mitología sumeria, un me (en idioma sumerio, convencionalmente pronunciado mɛ o mei, o ñe [ŋɛ] o parşu; en idioma acadio, parsˤu) es uno de los decretos preordenados inmutables de los dioses o fuerza impersonal que fundamenta las instituciones sociales, las prácticas religiosas, las tecnologías, los comportamientos, costumbres y las condiciones humanas que hacen posible la civilización, tal como los sumerios la entendían. Son leyes fundamentales para que los sumerios entiendan la relación entre los humanos y los dioses y garanticen el equilibrio del universo y con ello, la sociedad.

## Origen y naturaleza mitológica
Los mes eran poseídos originalmente por el dios Enlil y luego entregados para su custodia al dios de la sabiduría Enki, quien los gestionaba en los distintos centros sumerios comenzando con su propia ciudad de Eridu y continuando con Ur, Meluhha y Dilmun. Esto se describe en el poema "Enki y el orden del mundo", que también detalla la forma en que se reparten las responsabilidades de diversos oficios y los fenómenos naturales entre los dioses menores. Aquí los me's de varios lugares son ensalzados, pero no están claramente especificados, y parecen ser diferentes de las responsabilidades individuales de cada divinidad, ya que se mencionan en relación con lugares específicos en lugar de con dioses. Después de una considerable auto-glorificación por parte de Enki, su hija, Inanna se queja de que ha dado poca importancia a sus esferas de influencia divina. Enki hace lo posible por aplacarla, señalando aquellos que ella, de hecho, posee.
No existe implicación directa en el ciclo mitológico entre este poema y lo que es nuestra principal fuente de información sobre los mes, "Inanna y Enki: La transferencia de las artes de la civilización de Eridu a Uruk", pero una vez más el descontento de Inanna por la desigualdad es notable. Ella es la deidad tutelar de Uruk y desea aumentar su conocimiento trayendo los mes desde Eridu y garantizar la gloria. Para ello, viaja al santuario de Enki en Eridu, el E-Abzu, en su "barco de los cielos", donde es esperada por Enki con un banquete. Aprovecha la fiesta para emborracharlo y se apodera de más de cien mes. Parte en su barco hacia Uruk y cuando Enki se ha dado cuenta del hecho, envìa demonios a recuperarlos pero ninguno logrò debilitar a la Diosa. Finalmente tuvo el conocimiento es su poder.
Probablemente nunca llegaremos a conocer cómo eran los mes, aunque son representados como objetos físicos de algún tipo. No sólo estaban almacenados en un lugar prominente en el E-Abzu, sino que Inanna pudo mostrarlos a la gente de Uruk después de que llegara con ellos en su barco. Algunos de ellos eran realmente objetos físicos, como es el caso de instrumentos musicales, pero otros eran "tecnológicos" como la cestería o abstracciones como la "victoria". No queda claro en el poema cómo estas cosas podían ser almacenadas, manipuladas o expuestas.
No todos los mes tienen características admirables o deseables. Junto a funciones como "heroicidad" o "victoria" también se encuentran "la destrucción de las ciudades", "falsedad" o "enemistad". Los sumerios, aparentemente consideraban los males y pecados como una parte inevitable de la vida de la humanidad, decretos divinos e inescrutables que no debían ser cuestionados.

## Lista demes
Aunque se mencionan más de cien mes en el último mito, y la lista completa se da en cuatro ocasiones, las tabletas en los que se encuentran son tan fragmentarias que sólo tenemos poco más de sesenta. Kramer da un orden consecutivo, aunque da un salto inexplicable con cuatro artículos que faltan entre el "arte de la metalurgia" y "el oficio de escriba", probablemente por disponer de textos intelegibles.
Algunos de los mes:
1. La soberanía
2. La divinidad
3. La corona sublime y permanente
4. El trono real
5. El cetro sublime
6. La insignia real
7. El santuario de lo sublime
8. La dignidad del pastor
9. El reinado
10. El señorío duradero
11. La Divina Señora (dignidad sacerdotal)
12. El Ishib (dignidad sacerdotal)
13. El Lumah (dignidad sacerdotal)
14. El Gutig (dignidad sacerdotal)
15. La verdad
16. El descenso al inframundo
17. El ascenso del inframundo
18. El Kurgarru (especie de eunuco)
19. El Girdabara (especie de eunuco)
20. El Sagursag (especie de eunuco)
21. La bandera de las batallas
22. El diluvio
23. Las armas (?)
24. Las relaciones sexuales
25. La prostitución
26. La innaturaleza
27. La ley (?)
28. La calumnia (?)
29. Las artes
30. La sala de la adoración
31. El cielo hiérodulo
32. El Gusilim (instrumento musical)
33. La música
34. La función de los ancianos
35. La calidad de héroe
36. El poder
37. La hostilidad
38. La justicia
39. La destrucción de las ciudades
40. El lamento
41. Las alegrías del corazón
42. La mentira
43. El país rebelde
44. La bondad
45. La justicia
46. El arte de trabajar la madera
47. El arte de trabajar los metales
48. La función de un escriba
49. El oficio de herrero
50. El oficio de curtidor
51. El oficio de albañil
52. El arte de la cestería
53. La sabiduría
54. La atención
55. La purificación sagrada
56. El respeto
57. El terror sagrado
58. El desacuerdo
59. La paz
60. La fatiga
61. La victoria
62. El consejo
63. El corazón turbado
64. El juicio
65. La decisión
66. El Lilis (instrumento musical)
67. El Ub (instrumento musical)
68. El Mesi (instrumento musical)
69. El Ala (instrumento musical)